# Der Farang

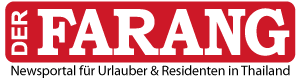
Logo der Webseite DER FARANG

Der Farang (Eigenschreibweise DER FARANG) gilt als die wichtigste deutschsprachige Zeitung Thailands und gehört zu den wichtigen deutschsprachigen Medien Asiens. Sie wird von Matt Productions Co., Ltd., mit Firmensitz in Pattaya herausgegeben.

## Geschichte
Gegründet wurde Der Farang 1993 vom Schweizer Stefan Matter; die erste Ausgabe erschien mit 16 Seiten. 2006 wurde es vom Schweizer Ehepaar Bussaba und Martin Rüegsegger übernommen. Martin Rüegsegger war auch Gründer und Publizist der Webseite Thaipage, die von 1999 bis 2018 zu den populärsten deutschsprachigen Thailand-Webseiten gehörte. Auch unterstützt er den Buddhismus in der Schweiz.
Der Farang ist die auflagenstärkste deutschsprachige Zeitung in Thailand, die alle 14 Tage, 26 mal im Jahr, mit rund 60 Seiten als Druck- und PDF-Ausgabe sowie tagesaktuell online herausgegeben wird. Die Publikation veröffentlicht zusammen mit dem dazugehörigen Newsportal eine große Themenvielfalt über Thailand, die Nachbarländer und weltweite Ereignisse. Die Geschäftsstelle befindet sich in Pattaya im Stadtteil Naklua.
Es finden sich im Farang auch Artikel bekannter Thailand-Autoren wie Carl-Friedrich (Ce-eff) Krüger, Günther Ruffert und Wilfried Stevens. Es gab einen gegenseitigen Austausch von Informationen, Beiträgen und Veranstaltungshinweisen mit dem Siam-Journal. Die Zielgruppe sind vorwiegend deutschsprachige Expats, Urlauber und Residenten. Zusätzlich werden auch ein kostenloser Newsletter, ein Online-Kleinanzeigenmarkt, ein ausdruckbarer Jahres-Kalender mit allen Feiertagen und Werbemöglichkeiten angeboten. 2023 konnte das 30-jährige Bestehen des Magazins gefeiert werden.
Nach Angaben des Statistischen Bundesamtes leben rund 30.000 Deutsche dauerhaft in Thailand (Stand 31. Dezember 2020). Nach Angaben der Statistik der Schweizerischen Eidgenossenschaft Schweiz leben dauerhaft rund 10.000 Schweizer in Thailand (Stand 31. Dezember 2020). Nach Angaben der Bundesanstalt Statistik Österreich leben dauerhaft rund 1.500 Österreicher in Thailand (Stand 31. Dezember 2020).
Den Farang gibt es im Abonnement und bei PressReader sowie auch in touristisch frequentierten Buchläden (Asia Books) und Supermärkten in Pattaya, Bangkok, Chiang Mai, Koh Samui, Phuket, Hua Hin. Die Druckausgabe wird zum Verkaufspreis von 60 Baht und bei Anzeigenkunden kostenlos angeboten (Stand: Januar 2023).
Das Ehepaar Bussaba und Martin Rüegsegger nehmen regelmäßig mit einem eigenen Werbestand am Thai-Festival bei den Thai-Salas Bad Homburg teil. Ebenso an thailändischen Veranstaltungen in der Schweiz.

## Belege
1. ↑  Serie Deutschsprachige Medien im Ausland (Teil 2):. 11. August 2015, abgerufen am 11. Juni 2023 (deutsch).
2. ↑  Neuigkeiten aus Thailand | MEDIENWOCHE. 26. März 2012, abgerufen am 11. Juni 2023 (deutsch).
3. ↑  «Wenn du in Thailand arbeitest, kehrt im Paradies der Alltag ein». 18. April 2017, abgerufen am 11. Juni 2023.
4. ↑  Thai-Festival Bad Homburg 2023. 12. August 2023, abgerufen am 23. Juli 2024.